# Сокобања
Сокобања је градско насеље и седиште истоимене општине у Зајечарском округу. Према попису из 2022. у насељу је било 7.188 становника (према попису из 2011. било је 7.982 становника).

## Географија
Налази се на висини од око 400 m надморске висине. Кроз Сокобању протиче река Сокобањска Моравица. Позната је туристичка одредница за рекреативни, а посебно бањски туризам. Налази се између карпатских и балканских планина, Ртња и Озрена. За Сокобању су везани и Лептерија, излетиште које се налази уз Сокобањску Моравицу, и познати средњовековни град — Соко Град (бањски). У близини бање налази се водопад Рипаљка, који је периодичан и висок је двадесетак метара. Сокобања је позната по манифестацији „Прва хармоника”, традиционалном такмичењу хармоникаша које се одржава сваке године крајем августа.
Овде се налазе Термоминерални извори Сокобање.

## Историја
Први пут је поменута 1690. године, први пут је описана 1737, када се каже да овде долазе Турци чак из Азије. После Првог светског рата је имала најмање посетилаца, док 1932. није откривена радиоактивност њених извора.
Организовани бањски туризам почео је 1837. године, за време књаза Милоша Обреновића. Још и данас у центру насеља на корзоу је Милошев конак. Неки од познатих посетилаца су били Исидора Секулић, Стеван Сремац, Иво Андрић и Бранислав Нушић.
У Моравици је било и квалитетних ракова, пре Првог светског рата су стигли чак и до бечког двора. Након прекида, њихов извоз је поново почео 1934.

## Демографија
У насељу Сокобања живи 6058 пунолетних становника, а просечна старост становништва износи 45,94 година (44,23 код мушкараца и 47,47 код жена). У насељу по попису из 2022. има 8544 стана од којих је 3426 насељених.
Ово насеље је великим делом насељено Србима (према попису из 2002. године).
|             | \| Демографија[6] \| Демографија[6] \| Демографија[6] \| \| Година \| Становника \| Становника \| \| -------------- \| -------------- \| -------------- \| \| 1948. \| 3.370 \| \| \| 1953. \| 3.984 \| \| \| 1961. \| 4.227 \| \| \| 1971. \| 5.554 \| \| \| 1981. \| 7.204 \| \| \| 1991. \| 8.439 \| 8.283 \| \| 2002. \| 8.407 \| 8.729 \| \| 2011. \| 7.982 \| \| \| 2022. \| 7.188 \| \| |            |
| Демографија | |            |
| Година      | Становника | Становника |
| 1948.       | 3.370 |            |
| 1953.       | 3.984 |            |
| 1961.       | 4.227 |            |
| 1971.       | 5.554 |            |
| 1981.       | 7.204 |            |
| 1991.       | 8.439 | 8.283      |
| 2002.       | 8.407 | 8.729      |
| 2011.       | 7.982 |            |
| 2022.       | 7.188 |            |

| Етнички састав према попису из 2002.‍ | Етнички састав према попису из 2002.‍ | Етнички састав према попису из 2002.‍ | Етнички састав према попису из 2002.‍ | Етнички састав према попису из 2002.‍ |
| ------------------------------------ | ------------------------------------ | ------------------------------------ | ------------------------------------ | ------------------------------------ |
|                                      |                                      |                                      |                                      |                                      |
| Срби                                 | Срби                                 |                                      | 8.059                                | 95,86%                               |
| Роми                                 | Роми                                 |                                      | 112                                  | 1,33%                                |
| Црногорци                            | Црногорци                            |                                      | 61                                   | 0,72%                                |
| Македонци                            | Македонци                            |                                      | 24                                   | 0,28%                                |
| Југословени                          | Југословени                          |                                      | 15                                   | 0,17%                                |
| Горанци                              | Горанци                              |                                      | 10                                   | 0,11%                                |
| Албанци                              | Албанци                              |                                      | 9                                    | 0,10%                                |
| Власи                                | Власи                                |                                      | 8                                    | 0,09%                                |
| Хрвати                               | Хрвати                               |                                      | 7                                    | 0,08%                                |
| Муслимани                            | Муслимани                            |                                      | 7                                    | 0,08%                                |
| Мађари                               | Мађари                               |                                      | 4                                    | 0,04%                                |
| Словенци                             | Словенци                             |                                      | 3                                    | 0,03%                                |
| Украјинци                            | Украјинци                            |                                      | 2                                    | 0,02%                                |
| Бугари                               | Бугари                               |                                      | 2                                    | 0,02%                                |
| Чеси                                 | Чеси                                 |                                      | 1                                    | 0,01%                                |
| Словаци                              | Словаци                              |                                      | 1                                    | 0,01%                                |
| Русини                               | Русини                               |                                      | 1                                    | 0,01%                                |
| Бошњаци                              | Бошњаци                              |                                      | 1                                    | 0,01%                                |
| непознато                            | непознато                            |                                      | 50                                   | 0,59%                                |

| Година пописа     | 1948. | 1953. | 1961. | 1971. | 1981. | 1991. | 2002. |
| ----------------- | ----- | ----- | ----- | ----- | ----- | ----- | ----- |
| Број домаћинстава | 1.003 | 1.147 | 1.322 | 1.809 | 2.451 | 2.844 | 2.914 |

| Број чланова      | 1   | 2   | 3   | 4   | 5   | 6   | 7  | 8 | 9 | 10 и више | Просек |
| ----------------- | --- | --- | --- | --- | --- | --- | -- | - | - | --------- | ------ |
| Број домаћинстава | 583 | 718 | 590 | 675 | 208 | 111 | 24 | 2 | 3 | 0         | 2,88   |

| Пол    | Укупно | Неожењен/Неудата | Ожењен/Удата | Удовац/Удовица | Разведен/Разведена | Непознато |
| ------ | ------ | ---------------- | ------------ | -------------- | ------------------ | --------- |
| Мушки  | 3.362  | 953              | 2.130        | 155            | 121                | 3         |
| Женски | 3.720  | 731              | 2.156        | 618            | 211                | 4         |
| УКУПНО | 7.082  | 1.684            | 4.286        | 773            | 332                | 7         |

| Пол    | Укупно                    | Пољопривреда, лов и шумарство | Рибарство                            | Вађење руде и камена | Прерађивачка индустрија       |
| ------ | ------------------------- | ----------------------------- | ------------------------------------ | -------------------- | ----------------------------- |
| Мушки  | 1.470                     | 91                            | 0                                    | 182                  | 96                            |
| Женски | 1.239                     | 44                            | 0                                    | 41                   | 70                            |
| УКУПНО | 2.709                     | 135                           | 0                                    | 223                  | 166                           |
| Пол    | Производња и снабдевање   | Грађевинарство                | Трговина                             | Хотели и ресторани   | Саобраћај, складиштење и везе |
| Мушки  | 70                        | 62                            | 203                                  | 117                  | 91                            |
| Женски | 19                        | 12                            | 180                                  | 118                  | 38                            |
| УКУПНО | 89                        | 74                            | 383                                  | 235                  | 129                           |
| Пол    | Финансијско посредовање   | Некретнине                    | Државна управа и одбрана             | Образовање           | Здравствени и социјални рад   |
| Мушки  | 23                        | 18                            | 105                                  | 68                   | 227                           |
| Женски | 27                        | 17                            | 82                                   | 102                  | 430                           |
| УКУПНО | 50                        | 35                            | 187                                  | 170                  | 657                           |
| Пол    | Остале услужне активности | Приватна домаћинства          | Екстериторијалне организације и тела | Непознато            | Непознато                     |
| Мушки  | 47                        | 0                             | 0                                    | 70                   | 70                            |
| Женски | 31                        | 1                             | 0                                    | 27                   | 27                            |
| УКУПНО | 78                        | 1                             | 0                                    | 97                   | 97                            |

## Познате личности везане за Сокобању
- Митрополит београдски Михаило, митрополит.
- Милош Обреновић, српски кнез и владар
- Хајдук Вељко, борац из Првог српског устанка
- Иво Андрић, писац, "нобеловац"
- Исидора Секулић, писац
- Бранислав Нушић, писац
- Стеван Сремац, писац
- Епископ нишки Доментијан Поповић, епископ
- Емилијан Јосимовић, први српски урбаниста и професор архитектуре, рођен у Старој Молдавији у Румунији умро у Сокобањи,
- Љуба Дидић (Сокобања, 19. март 1849. — Краљевица, 7. новембар 1883) био је српски политичар.

## Занимљивости
Иво Андрић, Бранислав Нушић, Меша Селимовић, Стеван Сремац, Исидора Секулић, Добрица Ерић — само су неке од знаменитих личности које су одседале у Сокобањи, која је од давних дана важила за боемско место и место сусрета уметника, писаца, сликара, редитеља, глумаца итд.
Иво Андрић је за време Другог светског рата живео и писао у Сокобањи у својеврсној изолацији због тога што је као предратни дипломата одбио да сарађује са Немцима. У хотелу Моравица постоји спомен-соба Иве Андрића, у апартману 144 у коме је увек одседао када је посећивао Сокобању.
"Ја не знам чега стварно има овде, али знам да после 15-20 дана боравка у Сокобањи радим целу годину у Београду као препорођен. Овде у Сокобањи, гледајући ову раскош природе, ову лепоту светлости земље и неба, често ме обузме нека необјашњива туга или занос, па сам тако опуштен размишљао како би било лепо, бар за тренутак, поново се вратити романтизму."— Иво Андрић, српски и југословенски књижевник и дипломата Краљевине Југославије.
Сокобања,
Соко град
дођеш стар,
одеш млад.— Бранислав Нушић, српски књижевник, писац романа, драма, прича и есеја, комедиограф, зачетник реторике у Србији и истакнути фотограф аматер.

### Легенда о Сокобањи
Некад, у времена давна, силан велможа, господар тврдог Сокограда, јахаше котлином. Одједном, смрачи се небо над Озреном, севну муња са Оштре чуке. Груну гром и задрхта земља све до Шиљка на суром Ртњу. Подскочи уплашени хат. Јахач паде са коња и изгуби свест. Када се господар Сокограда освести учини му се да су му све кости поломљене. Није могао на ноге да се ослони. Лежао је тако и чекао смрт. Изненада, зачу клокот воденог кључа. Полако и болно се придиже, да се бар жедан од света не растави. Када велможа први гутљај воде са дотле врела непознатог попи, у глави му се намах све разбистри. Кад десницу руку у воду стави снага у њој оживе. Када то господар тврдог Сокограда виде, онако у оделу господскоме, окупа се у кладенцу и одмах оздрави, па се орно врати у тврди град. Одмах нареди да се кућа над извором дигне.
Замало, прочу се глас о води исцелитељици на све четири стране света. Са свих страна навали кљасто и богаљасто, они што им душа у носу бејаше, да на кључу воде видарице мелемом својим бољкама потраже. Оздравише многи од воде у котлини међу Озреном и Ртњем. Они што су највише болни били ту и домове изградише.

## Спорт
- ФК Озрен Сокобања

## Галерија
- Панорамски поглед на Сокобању и Ртањ
- Панорамски поглед на околину Сокобање са видиковца
- Панорамски поглед на Сокобању са видиковца
- Центар Сокобање
- Милошев конак
- Црква Светог Преображења
- Река Моравица
- Поглед на Сокоград
- Соко Град Кула
- Водопад Рипаљка на Озрену
- Рипаљка без воде 2019. април (Сушни период и немар)
- Хамам
- Хамам
- Хамам после реновирања стаза и клупа
- Мостић у парку
- ОШ „Митрополит Михаило” Сокобања
- Споменик у центру
- Пешачка зона
- Сокобањска Моравица
- Моравица
- Скулптуре од дрвета у парку
- Скулптура Николе Тесле у парку поред Моравице, рад Миће Величковића из Београда
- Скулптура "Милош Обилић" рад Миће Величковића
- Црква Светог Преображења Господњег
- Лимун бања
- Лептерија
- Борићи
- Извор Водомара Лептерија
- Центар током зиме
- Поглед на Сокобању са излетишта Поповица
- Стаза за рекреацију са десне стране Моравице